# アルグンサリ
アルグンサリ（モンゴル語: Alγunsali、1245年 - 1307年）は、13世紀末から14世紀初頭にかけてモンゴル帝国（大元ウルス）に仕えたウイグル人の一人。
『元史』などの漢文史料では阿魯渾薩理(ālǔhúnsàlǐ)と記される。

## 概要
アルグンサリの祖父のアダイサリは天山ウイグル国王バルチュク・アルト・テギンがモンゴル帝国に降った時、チンギス・カンに仕えるようになったウイグル人であった。その息子のキタイサリは経・律・論などの学問を修めて師より ｢万全｣ と称されるほどの知識人であった。キタイサリは1275年（至元12年）に釈教都総統・正議大夫・同知総制院事の地位を得た後、70歳で亡くなった。
キタイサリの次男がアルグンサリで、幼いころから聡明なことで知られた。アルグンサリはまずチベット仏教僧のパクパに学んで仏教・諸国語に通じるようになり、その後はクビライの働きかけにより経・史・百家及陰陽・暦数・図緯・方技を学んだ。様々な学問を修めたアルグンサリはその学識を見込まれ、皇太子チンキムのケシクテイ（宿衛）に入り重用された。
1283年（至元20年）、西域僧で天象をよく知る者がいることが話題になったが、通訳をできる者がいなかった。そこで侍臣のトレ（Töre）という人物がアルグンサリを推薦し、アルグンサリは西域僧と議論して屈服させた。クビライは大いに喜び、アルグンサリを宿衛に入れて内朝に仕えさせるようになった。またある時、南宋の宗室で叛乱を起こそうとしている者がいることが問題となり、使者を派遣してこれを捕らえさせることになった。使者が出発してしまった後、アルグンサリは「反乱を起こす」という報告は妄言であって使者を派遣する必要はないと述べた。これを受けてクビライがなぜ安言と分かるのだと尋ねたところ、アルグンサリは「もし本当に叛乱の計画があるのならばどうして郡県が察知していないことがありましょうか？このことを朝廷に密告したのは、南宋宗室を仇とする者に違いありません。また江南が最初に平定された時、民はモンゴルの支配に疑心を抱いてなかなか従いませんでした。今浮言でもって無実の者を捕らえ、再び人心が揺らぐことを恐れます」と答えた。クビライはアルグンサリの意見を受け容れて再び使者を派遣したところ、アルグンサリの推察した通り叛乱の密告は偽りであったことが分かった。そこでクビライはアルグンサリに「卿の進言がなければ誤るところであった。今はただ卿を用い始めるのが遅かったことを恨んでいる」と語りかけ、以後左右に侍らせて重用するようになった。
1284年（至元21年）朝列大夫・左侍儀奉御とされたアルグンサリは「江南の諸老や山林の道芸の士」を採用するための「集賢館」の設立を要請した。これより先、1281年（至元18年）にサルバンの下で翰林院に属する「集賢院」が発足していたが、アルグンサリの要請によって独立した機関として改めて発足した形となる。そこで従来通りサルバンが集賢館の長官を務め、アルグンサリはその次官となった。1285年（至元22年）6月には嘉議大夫とされ、更に1286年（至元23年）には集賢大学士・中奉大夫の地位を得た。『元史』に記載はないが、「秘書監志」にはこの頃、地志編纂のために集められた人材の選抜にも携わっていたことが記されている。
1287年（至元24年）春には一度廃止された尚書省が再設置され、サンガがこれを統括するようになった。アルグンサリにはサンガとともに尚書省を統括するよう詔が下され、アルグンサリは当初固辞したものの許されず資徳大夫・尚書右丞、ついで栄禄大夫・平章政事の地位を授けられた。サンガはアフマドと同様に利己的な政策が多いことで評判が悪く、アルグンサリもしばしばサンガを批判していた。ある時、サンガは徴理司という部署を設立したが、アルグンサリは地震が起こったことを切っ掛けに部下の趙孟頫の建言を受けてこれを廃止してしまった等の逸話が知られている。その後、サンガが失脚すると同僚のアルグンサリも連座し、クビライはアルグンサリに「サンガがこのような政治を行っていたのに、卿はなぜ一言も無かったのか」と問いかけた。そこでアルグンサリは「臣はサンガの悪政について何も進言しなかったわけではありませんが、陛下が顧みて用いられなかっただけです。陛下はサンガを信任されること甚だしく、彼は臣を忌んでいました」と述べたため、クビライもアルグンサリの意見をもっともであると認めた。サンガが刑に処されるに当たり、吏は改めてアルグンサリとの関係を問うたが、サンガは「我はアルグンサリの言葉を用いなかったためにこのような状況に至っている。彼が何に関わったというのか？」と答えた。そこで改めてアルグンサリの無罪が認められ、没収された財産も返却された。更にクビライは張九思を派遣して金帛を下賜しようとしたが、アルグンサリは辞して受け取らなかった。
1291年（至元28年）秋には宰相の地位を退くことを請い、あわせて太史院使も罷免された。1293年（至元30年）には再び太史院使を領するようになったが、その翌年にクビライは死去してしまった。この時、クビライの有力な後継者候補として孫のカマラとテムルが注目されていた。しかし、両者の母親である裕宗太后ココジン・カトンはテムルが後継者となることを願い、アルグンサリを始め翰林・集賢・礼官を集めて礼冊を作らせた。これより前、チンキムが早世した時にクビライは新たな皇太子を定めようとしたが迷い、アルグンサリの進言を受けてテムルを皇太子に決めたとされる。しかしテムル自身も太后もこのことを知らず、またクビライの在世中にテムルがアルグンサリを招聘してもこれに応じることがなかった。また、テムルがモンゴル高原で駐屯している時には「皇太子宝」を届ける役目を担っている。テムルは即位後、アルグンサリがテムルが皇太子となるよう尽力していたことを知ると、「即位前、誰もが朕に仕えようと願ってきたが、ただアルグンサリのみがこれを断った。今になってアルグンサリこそが大臣として真にふさわしい体裁を取っていたことが分かった」と述べ、アルグンサリを諸王侯と同等に遇したいう。
1299年（大徳3年）に再び中書平章政事に任命されたが、1307年（大徳11年）に63歳にして亡くなった。岳柱・久著・異住という3人の息子が知られている。

## アダイサリ家
- キチク（Kičig Yenu Inal ＞乞赤也奴亦納里,qǐchìyěnúyìnàlǐ）
  - アダイサリ（Atai sali ＞阿台薩理,ātáisàlǐ）
    - キタイサリ（Qitai sali ＞乞台薩理,qǐtáisàlǐ）
      - ウイグルサリ（Uyγur sali ＞畏吾児薩理,wèiwúérsàlǐ）
      - アルグンサリ（Alγun sali ＞阿魯渾薩理,ālǔhúnsàlǐ）
        - 岳柱（yuèzhù）
          - 普達（pǔdá）
          - 答里麻（dálǐmá）
          - 安僧（ānsēng）
          - 仁寿（rénshòu）

        - 久著（jiǔzhù）
        - 異住（yìzhù）

      - タブガチュサリ（Tabγaču sali ＞島瓦赤薩理,dǎowǎchìsàlǐ）